# Lijst van Stolpersteine in Waddinxveen
De Stolperstein in Waddinxveen is opgedragen aan de nagedachtenis van Jan Molenaar, een Nederlandse agent uit het Englandspiel. Hij stierf tijdens een parachutesprong. De Stolperstein werd geplaatst in Gouwedorp, onderdeel van de Nederlandse gemeente Waddinxveen.

## Stolperstein
| Afbeelding | Inscriptie                                                                                      | Adres              | Herdachte persoon        |
| ---------- | ----------------------------------------------------------------------------------------------- | ------------------ | ------------------------ |
|            | HIER WOONDE JAN MOLENAAR GEB. 1918 SOE-AGENT / VERZETSSTRIJDER GESNEUVELD 28-3-1942 HELLENDOORN | Piet Heinstraat 18 | Jan Molenaar (1918-1942) |

## Plaatsing
28 maart 2022